# Johanna Lehtinen
Johanna Maria Lehtinen (Parkano, 21 de fevereiro de 1979) é uma atleta finlandesa de corrida de meio-fundo que participou do Campeonato Mundial de Atletismo de 2005 na prova de 1500 metros.